# Gwenda Morgan
Pour les articles homonymes, voir Morgan.
Gwenda Morgan (Petworth, Angleterre, 1er février 1908 - 9 janvier 1991) est une graveuse sur bois britannique.

## Biographie
Gwenda Morgan est née le 1er février 1908 à Petworth en Angleterre, où son père s'était installé pour travailler chez le quincaillier Austens duquel il devint propriétaire.
Elle va à l'école à Petworth et va au lycée Brighton and Hove High School de Brighton et Hove. Elle étudie ensuite au Goldsmiths' College of Art à partir de 1926. À partir de 1930, elle poursuit ses études à la Grosvenor School of Modern Art (en) dans le quartier londonien de Pimlico. Elle a comme professeur Iain Macnab (en), qui a eu une très grande influence sur Morgan.
La Grosvenor School est une école d'art progressiste, et le façonnage de graveurs sur bois et de linograveurs d'élite correspond à son approche des arts.
Pendant la Seconde Guerre mondiale, elle travaille comme « Land Girl », juste à l'extérieur de Petworth. Ses Mémoires sur cette période sont publiés en 2002 sous le titre The Diary of a Land Girl, 1939-1945.
Morgan est un fellow de la Royal Society of Painter-Etchers and Engravers, une membre honoraire de la Society of Wood Engravers et un membre de la National Society of Painters, Sculptors and Engravers, exposant régulièrement dans leurs expositions annuelles. Elle a aussi exposé à la Royal Academy et à la Redfern Gallery (en).
Gwenda Morgan meurt dans sa ville natale en 1991.

## Œuvre
Son corps d'œuvre principal est constitué de paysages et de bâtiments autour de Petworth et de South Downs. Elle a été fortement inspirée et influencée par Iain Macnab (en), Douglas Bliss (en) et Eric Ravilious.
Morgan a reçu de nombreuses commandes d'illustrations d'ouvrages. Elle a produit pour la Samson Press (en) le frontispice pour Duke Hamilton's Wager (1934) et Pictures and Rhymes (1936). Elle a aussi illustré quatre livres pour Golden Cockerel Press, dont Elegy Written in a Country Churchyard (1946) et Grimms' Other Tales (1956) de Thomas Gray.

## Conservation
Ses estampes sont conservées dans les collections du Victoria and Albert Museum et du British Museum à Londres, de l'Ashmolean Museum d'Oxford et du Fitzwilliam Museum de Cambridge, notamment.
Certaines sont dans l'exposition permanente du Leconfield Hall, à Petworth, à qui Gwenda Morgan a légué une grande partie de son œuvre à sa mort. Des gravures originales ont été vendues pour soutenir économiquement cette institution.
En 2015, l'Art Gallery of Greater Victoria (en) de Victoria (Canada) organise l'exposition « A Study in Contrast: Sybil Andrews and Gwenda Morgan » pour comparer les œuvres des artistes provenant de la Grosvenor School.